# Chloé Willhelm
Chloé Willhelm (Saint-Priest-en-Jarez, 8 de julio de 1989) es una deportista francesa en natación sincronizada.
En los Juegos Olímpicos de Londres 2012, que tuvieron lugar en Londres, Reino Unido, quedó décima en la competición de Dúo Femenino junto a Sara Labrousse.